# Suchá Hora
Suchá Hora es un municipio situado en el distrito de Tvrdošín, en la región de Žilina, Eslovaquia. Tiene una población estimada, en octubre de 2023, de 1475 habitantes.
Está ubicado al noreste de la región, cerca del río Orava —un afluente del curso alto del río Váh (cuenca hidrográfica del Danubio)— y de la frontera con Polonia.

## Demografía
| Año        | 1994 | 2004     | 2014    | 2024    |
| ---------- | ---- | -------- | ------- | ------- |
| Población  | 1145 | 1291     | 1404    | 1483    |
| Diferencia |      | +12,75 % | +8,75 % | +5,62 % |

| Año        | 2023 | 2024    |
| ---------- | ---- | ------- |
| Población  | 1479 | 1483    |
| Diferencia |      | +0,27 % |